# Copa de Madrid de waterpolo
La Copa de Madrid de waterpolo masculino es una competición de waterpolo entre clubes madrileños organizado por  la Federación Madrileña de Natación.

## Historial
Estos son los ganadores de copa:
- 2009: Club Natación Ondarreta Alcorcón; Sucampeón:Real Canoe Natación Club[1]